# تيم بورنس (سياسي)
تيم بورنس (بالإنجليزية: Tim Burns)‏ هو سياسي أمريكي، ولد في 14 أبريل 1968 في مورغانتاون في الولايات المتحدة. حزبياً، نشط في الحزب الجمهوري.

## وصلات خارجية
- الموقع الرسمي